# Noriko Ogawa (Pianistin)
Noriko Ogawa (jap. 小川 典子, Ogawa Noriko; * 28. Januar 1962 in Kawasaki, Präfektur Kanagawa) ist eine japanische Pianistin.

## Biografie
Nachdem sich Ogawa in Japan als erfolgreiche Pianistin etabliert hatte, begann ihre Laufbahn in Europa, als sie 1987 den dritten Platz bei der Leeds International Piano Competition belegte. Sie trat in der Folgezeit mit vielen namhaften Orchestern Großbritanniens (u. a. BBC National Orchestra of Wales, BBC Philharmonic, Philharmonia, Bournemouth Symphony Orchestra, Ulster Orchestra, National Symphony Orchestra of Ireland, Hallé Orchestra, Royal Philharmonic, Orchestra of St. John’s Smith Square) und anderen Ländern Europas (z. B. Sankt Petersburger Philharmoniker, Göteborger Symphoniker, Tapiola Sinfonietta (Finnland), Stavanger Symphonieorchester) auf. Daneben hatte sie auch in Japan Fernsehauftritte bei der NHK und unternahm Tourneen mit dem NHK-Sinfonieorchester.
Mit dem BBC Symphony Orchestra spielte sie die Welturaufführung von Richard Dubugnons Klavierkonzert. 2012 war sie künstlerische Leiterin des Reflections on Debussy Festival in der Bridgewater Hall. Bei den Proms 2013 spielte sie mit Kathryn Stott Malcolm Arnolds Konzert für zwei Klaviere. Auf CD spielte sie unter anderem Werke von Robert Schumann, Claude Debussy, Sergei Rachmaninow und Modest Mussorgski ein, außerdem auch das gesamte Klavierwerk von Toru Takemitsu, Klavierkonzerte von Alexander Tscherepnin, Kompositionen von Harald Saeverud und Wilhelm Peterson-Berger, Klavierwerke japanischer Komponisten und Werke für Klavier und Cello. Ein regelmäßiger Kammermusikpartner ist der koreanische Geiger Dong-Suk Kang.
Ogawa ist Professorin an der Guildhall School of Music and Drama und hat eine Gastprofessur an der Musikhochschule Tokio inne. Sie wirkte als Jurorin an verschiedenen Klavierwettbewerben mit, darunter der BBC Young Musician Competition, dem Münchner Internationalen Klavierwettbewerb, der Honens International Piano Competition und der Scottish International Piano Competition. Für autistische Kinder und ihre Eltern gründete sie die Jamie’s Concerts, und sie engagiert sich als Botschafterin der National Autistic Society.